# Alejandro Cabral
Christopher Alejandro Cabral conocido como el (Tano Cabral) es nacido el 3 de agosto de 1993 en la ciudad de Rio Cuarto (CORDOBA) es un futbolista y se desempeña de Marcador Central y juega en  Club Deportivo Guastatoya  -  Liga Nacional.

## Trayectoria
Cabral tuvo sus inicios en las categorías inferiores de Boca Juniors desde los once años y se mantuvo vinculado hasta los dieciséis. Pasó por la reserva del Rivadavia de Lincoln y el 10 de julio de 2013 recaló en Quilmes, dirigido por el entonces director técnico de liga menor Alfredo Grelak y alternando con incorporaciones a los entrenamientos de la escala absoluta.

### Quilmes
Fue promovido al equipo principal de la mano del estratega Pablo Quatrocchi y debutó oficialmente el 19 de septiembre de 2014 en un partido que disputó frente al Lanús en el Estadio Centenario, por la octava fecha del Campeonato de Primera División argentino. Cabral utilizó la dorsal «36» y alcanzó la totalidad de los minutos en la derrota de su club por 0-2.

### Los Andes
El 28 de enero de 2015, el defensor se convirtió en nuevo refuerzo del club Club Atlético Los Andes, siendo la octava incorporación de este equipo en el mercado de transferencias. Llegó en condición de cedido por un año.
Realizó su debut hasta el 23 de agosto en el empate sin anotaciones contra el Douglas Haig en el Estadio Miguel Morales, en la alineación titular de Fabián Nardozza. En total tuvo ocho apariciones en la temporada.

### Douglas Haig
El 2 de enero de 2016, se oficializa su fichaje por el equipo Club Atlético Douglas Haig. Logró su primera participación el 29 de enero como titular en la victoria por 2-0 sobre Central Córdoba.
Marcó el primer tanto de su carrera el 3 de julio de 2017 ante Central Córdoba en la visita al Estadio Alfredo Terrera, colocando de testarazo el gol transitorio de la ventaja 0-1 al minuto 18'. Su conjunto triunfó en aquella oportunidad con marcador de 2-3.
Se marchó del club con 31 apariciones en la Primera B Nacional y alcanzó dos concreciones.

### Flandria
El 9 de agosto de 2017 es confirmado el traspaso del zaguero al Flandria de la Primera B Nacional. En la temporada de liga fue uno de los futbolistas más regulares del plantel con diecisiete presencias y 1519 minutos disputados, demostrando polifuncionalidad al desempeñarse de líbero, defensa central y lateral tanto derecho como izquierdo.

### Deportivo Saprissa
El 12 de junio de 2018, el jugador salió de su país y llegó a Costa Rica para ser presentado —junto al volante Juan Gabriel Guzmán— como nueva ficha del Deportivo Saprissa, de la Primera División de ese país con vínculo por un año.
Debuta en el Torneo de Apertura 2018 el 22 de julio con victoria de su equipo por 2-1 sobre el Santos de Guápiles. Cabral utilizó la dorsal «5» y marcó el primer gol de los morados. El 16 de diciembre convirtió su segundo tanto de la campaña en la final de ida celebrada en el Estadio Rosabal Cordero contra el Herediano, donde aprovechó el rebote del guardameta para ejecutar un potente remate al minuto 86' y poner el empate de 2-2 definitivo. Concluyó el certamen con veintidós juegos disputados y colaboró con dos anotaciones, saliendo subcampeón del torneo.

### Cafetaleros de Chiapas (México)
Alejandro Cabral,emigra al fútbol mexicano, al Cafetaleros de Chiapas de la mano del DT argentino y exjugador Gabriel Pereyra.

### Belgrano de Córdoba
"El Tano" regresó a la Argentina en busca de nuevos desafíos y fue pedido por Ricardo Caruso Lombardi para que el jugador sea ficha para los pirata, las negociaciones llegaron a buen puerto y así el Tano firmó para Belgrano de Córdoba.

### Flandria
Luego el mismo jugador de estar 1 año en Belgrano de Córdoba, se va del club con buenos términos y vuelve al Canario donde ya tuvo en la temporada 2017-18 en el nacional B.

### Club Deportivo Maipú
Alejandro "Tano" Cabral, luego de su paso por Flandria (2021) y de lograr el Ascenso a la B Nacional.El tano abandonaría Jauregui para sumarse al Cruzado. En el (2022) llegaría a Mendoza para firmar en el ( Club Deportivo Maipú ), donde milita y juega la (B Nacional) del Fútbol Argentino.

### Club Destroyer's
Alejandro el "Tano Cabral" después de tener una gran temporada en el Club Deportivo Maipú, jugando 17 partidos como titular y marcado 1 gol contra Guillermo brown de puerto madryn, al mismo jugador se le presenta una oferta para emigrar al fútbol boliviano, en la cual el jugador acepta la propuesta y es presentado como el nuevo jugador del Club Destroyer's.

### Club Atlético Racing
Alejandro el "tano" Cabral de buen paso por el club Destroyer's de Bolivia, vuelve a la Argentina para ser nuevo refuerzo de la academia cordobesa, Club atlético Racing, donde milita y jugará la Primera B Nacional del fútbol Argentino.

### Club Ciudad de Bolívar
El defensor central llega luego de jugar en Club Destroyer’s de Bolivia.
Nacido en Río Cuarto (Córdoba) hace 29 años, hizo divisiones inferiores en Boca y pasó por clubes como Quilmes, Los Andes, Douglas Haig, Flandria, Belgrano de Córdoba, Saprissa de Costa Rica y Deportivo Maipú, entre otros.

### Asociación Deportiva San Carlos
Alejandro " Tano " Cabral, regresa al pais costarricense después de 5 años para sumarse al equipo de San Carlos, donde en el 2018/2019 estuvo en el Deportivo Saprissa, donde fue unas de las piezas fundamentales en la defensa, en el equipo que dirigía Vladimir Quesada.( Actual técnico del Deportivo Saprissa)

### Deportivo Achuapa ( Guatemala )
El " TANO " Cabral se suma al Deportivo Achuapa, luego de pasar por su segundo ciclo por COSTA RICA, llega a Guatemala a Pedido de Ronald "bala" Gomez " el costarricense / actualmente Técnico del Deportivo Achuapa que milita en la liga Mayor de Guatemala.

## Estadísticas

### Clubes
Actualizado al último partido jugado el 21 de Noviembre de 2022.
| Club | Div.          | Temporada     | Liga  | Liga  | Liga   | Copas nacionales(1) | Copas nacionales(1) | Copas nacionales(1) | Copas internacionales(2) | Copas internacionales(2) | Copas internacionales(2) | Total(3) | Total(3) | Total(3) |
| Club | Div.          | Temporada     | Part. | Goles | Asist. | Part.               | Goles               | Asist.              | Part.                    | Goles                    | Asist.                   | Part.    | Goles    | Asist.   |
| --- | ------------- | ------------- | ----- | ----- | ------ | ------------------- | ------------------- | ------------------- | ------------------------ | ------------------------ | ------------------------ | -------- | -------- | -------- |
| Quilmes Argentina | 1.ª           | 2014          | 1     | 0     | 0      | —                   | —                   | —                   | —                        | —                        | —                        | 1        | 0        | 0        |
| Quilmes Argentina | Total club    | Total club    | 1     | 0     | 0      | —                   | —                   | —                   | —                        | —                        | —                        | 1        | 0        | 0        |
| Los Andes Argentina | 2.ª B         | 2015          | 8     | 0     | 0      | 0                   | 0                   | 0                   | —                        | —                        | —                        | 0        | 0        | 0        |
| Los Andes Argentina | Total club    | Total club    | 8     | 0     | 0      | 0                   | 0                   | 0                   | —                        | —                        | —                        | 8        | 0        | 0        |
| Douglas Haig Argentina | 2.ª B         | 2016          | 20    | 0     | 0      | 1                   | 0                   | 0                   | —                        | —                        | —                        | 12       | 0        | 0        |
| Douglas Haig Argentina | 2.ª B         | 2016-17       | 11    | 0     | 0      | —                   | —                   | —                   | —                        | —                        | —                        | 20       | 2        | 0        |
| Douglas Haig Argentina | Total club    | Total club    | 31    | 2     | 0      | 1                   | 0                   | 0                   | —                        | —                        | —                        | 31       | 2        | 0        |
| Flandria Argentina | 2.ª B         | 2017-18       | 17    | 0     | 0      | —                   | —                   | —                   | —                        | —                        | —                        | 17       | 0        | 0        |
| Flandria Argentina | Total club    | Total club    | 17    | 0     | 0      | —                   | —                   | —                   | —                        | —                        | —                        | 17       | 0        | 0        |
| Deportivo Saprissa · Costa Rica | 1.ª           | 2018-19       | 31    | 0     | 0      | —                   | —                   | —                   | 2                        | 0                        | 0                        | 31       | 2        | 0        |
| Deportivo Saprissa · Costa Rica | Total club    | Total club    | 31    | 2     | 0      | 3                   | 3                   | 3                   | 0                        | 2                        | 0                        | 31       | 0        | 0        |
| Cafetaleros de Chiapas · México | 2.ª B         | 2020          | 4     | 0     | 0      | 1                   | 0                   | 0                   | —                        | —                        | —                        | 9        | 0        | 0        |
| Cafetaleros de Chiapas · México | Total club    | Total club    | 4     | 0     | 0      | 2                   | 0                   | 0                   | —                        | —                        | —                        | 3        | 0        | 0        |
| Club Atletico Belgrano Argentina | 2.ª B         | 2021          | 1     | 0     | 0      | 0                   | 0                   | 0                   | —                        | —                        | —                        | 0        | 0        | 0        |
| Club Atletico Belgrano Argentina | Total club    | Total club    | 1     | 0     | 0      | 0                   | 0                   | 0                   | —                        | —                        | —                        | 1        | 0        | 0        |
| Flandria Argentina | B             | 2021          | 14    | 0     | 0      | 0                   | 0                   | 0                   | —                        | —                        | —                        | 14       | 0        | 0        |
| Flandria Argentina | Total club    | Total club    | 14    | 0     | 0      | 0                   | 0                   | 0                   | —                        | —                        | —                        | 14       | 0        | 0        |
| Deportivo Maipu Argentina | 2.ª B         | 2022          | 17    | 1     | 0      | 0                   | 0                   | 0                   | —                        | —                        | —                        | 17       | 1        | 0        |
| Deportivo Maipu Argentina | Total club    | Total club    | 17    | 1     | 0      | 0                   | 0                   | 0                   | —                        | —                        | —                        | 17       | 0        | 0        |
| Club Destroyers · Bolivia | 2.ª           | 2022          | 14    | 0     | 0      | 1                   | 0                   | 0                   | —                        | —                        | —                        | 14       | 1        | 0        |
| Club Destroyers · Bolivia | Total club    | Total club    | 14    | 1     | 0      | 0                   | 0                   | 0                   | -                        | -                        | -                        | 14       | 1        | 0        |
| Club Destroyers · Bolivia | Total carrera | Total carrera | 140   | 6     | 0      | 0                   | 0                   | 0                   | -                        | -                        | -                        | 140      | 6        | 0        |
| (1) Incluye datos de la Copa Argentina (2015-16). (2) Incluye datos de la Liga de Campeones de la Concacaf (2019). (3) No incluye goles en partidos amistosos. |               |               |       |       |        |                     |                     |                     |                          |                          |                          |          |          |          |